# 5530 Ейсінґа
5530 Ейсінґа (5530 Eisinga) — астероїд головного поясу, відкритий 24 вересня 1960 року.
Тіссеранів параметр щодо Юпітера — 3,569.